# I Got Rhythm
《I Got Rhythm》是一首爵士樂，由喬治·蓋希文譜曲，艾拉·蓋希文填詞，發表於1930年，因為非常受歡迎，所以流行樂、爵士樂手經常拿來演唱、演奏，成為所謂爵士樂的經典曲之一。它的節奏變化，被後世許多爵士樂家引用，例如查利·帕克、迪齊·吉萊斯皮，是許多其他流行的基礎爵士樂曲調。其中最著名的版本屬美國爵士鋼琴家利昂・貝茨（Leon Bates）的版本。

## 歷史
此曲出自喬治·蓋希文的音樂劇Girl Crazy，該劇中有另一名曲Embraceable You，也被許多爵士樂手傳唱過。其實最早的版本是在1928年的Treasure Girl，當時是比較慢拍子的版本，1930年Girl Crazy中的則是快版，埃塞爾·默爾曼曾在百老匯中演唱此曲，但是傳聞蓋希文在聽過她的演唱後，說她沒受過演唱的訓練。
這首歌曲的主旋律使用四個五聲調式，先上升，然後下降。先以三個“I Got...”做 切分音，而第四階段的“Who Can...”切進主旋律，這種節奏變化被後世爵士樂手模仿，成為許多其他流行的基礎爵士樂曲調。這首歌後來被不斷被改編、變奏，甚至成為蓋希文在1934年的演奏會主題： Variations on "I Got Rhythm"。這首歌已經成為蓋希文的代表曲，也代表了1920年代的搖擺(swing)風格爵士樂。
這首歌在1951年被艾拉·蓋希文引薦進入電影界，成為了音樂劇電影《花都舞影》中的配樂，金·凱利在劇中一邊教法國小孩說美語，一邊跳踢踏舞唱出這首歌，他讓小孩們喊出I Got再接著唱出後面的歌詞。
演唱過這首歌的歌手已經超過數百人。而1973年埃塞爾·默爾曼的迪斯可版本，則讓她臭名遠播。

## 腳注
1. ↑  .   [2010-04-16]. （原始内容存档于2010-02-21）.
2. ↑  The Ethel Merman Disco Album, Track 7. 1979 recording reissued on CD in 2002 by Universal Music Enterprises, a division of UMG Recordings, Inc.